# Eulmasz-szakin-szumi
Eulmasz-szakin-szumi (akad. Eulmaš-šākin-šumi) – pierwszy władca Babilonii z dynastii z plemienia Bit-Bazi. Według Babilońskiej listy królów A panować miał przez siedemnaście lat. Jego rządy datowane są na lata 1004-988 p.n.e. Niewiele wiadomo o sytuacji politycznej w Babilonii w czasach jego panowania.